# Stripe
Stripe is een Amerikaans bedrijf dat in 2011 is opgericht. Het bedrijf heeft een online betaaldienst die in 25 landen wordt aangeboden.

## Geschiedenis
Stripe werd opgericht door de Ierse broers Patrick en John Collison die in 2009 al de basis voor de gebruikte software legden. Begin 2010 verkregen zij een startkapitaal via Y Combinator. In 2016 werd het bedrijf geschat op een marktwaarde van 9 miljard Amerikaanse dollar na een investering van 150 miljoen dollar door CapitalG.
Men introduceerde in 2016 een fraudedetectiesysteem dat gebruikmaakt van machinaal leren. Ook werd het Atlas-platform gestart waarmee start-ups opgezet kunnen worden. In 2017 werd het betaalplatform ook in andere landen aangeboden.
Het bedrijf kwam in 2018 met zijn eigen creditcards. Vanaf april 2018 werden geen betalingen meer via Bitcoin geaccepteerd. Dit vanwege de afgenomen vraag en hogere vergoedingen.
In 2019 stond Stripe volgens zakentijdschrift Forbes op de eerste plek van grootste financiële techbedrijven. Het bedrijf werd geschat op een waarde van 22,5 miljard dollar. Deze waarde was ruim verviervoudigd in maart 2021.